# Баксанская нейтринная обсерватория
Бакса́нская нейтри́нная обсерватория (БНО) — физическая обсерватория по изучению нейтрино, расположенная в Баксанском ущелье Кавказского горного хребта, Приэльбрусье (38 км от города Тырныауз, Эльбрусский район, Кабардино-Балкария).

## История
1958 год — Моисей Александрович Марков, академик АН СССР, выдвинул идею использования природных нейтрино для изучения проблем слабых взаимодействий в физике элементарных частиц и проблем, связанных с астрофизикой Вселенной.
1962 год — группа физиков, а именно М. А. Марков, Г. Т. Зацепин, И. М. Железных, В. А. Кузьмин, опубликовали ряд статей, в которых они анализировали принципиальные теоретические и экспериментальные возможности реализации идеи Маркова, в частности исследование поведения сечения взаимодействия нейтрино-нуклон как функция энергии нейтрино (к тому времени уже были данные из экспериментов на ускорителях до 10 ГэВ), массы промежуточного бозона и т. д.
1963 год — Г. Т. Зацепин предложил принципиально новую схему возможной установки (нейтринного телескопа). Для экранировки от различных компонентов космических лучей, которые составляют фон при регистрации нейтрино, установку надо поместить под большую толщу вещества. Для этого была выбрана гора Андырчи на Баксане.
В конце 1970-х — начале 1980-х бакинские метростроители соорудили под горой Андырчи штольни протяжённостью 4000 м, в которых были оборудованы две камеры глубокого залегания для экспериментов с атмосферными нейтрино и нейтрино от Солнца, и установки начали работать.
Первый сцинтилляционный телескоп (размещенный в экранированной подземной камере) был введен в эксплуатацию в октябре 1977 года.
В 1998 году за создание научного комплекса БНО коллектив сотрудников Института и Обсерватории был удостоен Государственной премии Российской Федерации, в 2001 году за достижения в области исследований потока нейтрино от Солнца присуждена Международная премия имени Б. М. Понтекорво.
С декабря 2008 года в Баксанской нейтринной обсерватории работает новая подземная лаборатория.
В 2011 году — в штате обсерватории 29 научных сотрудников, активно ведущих научную работу (два доктора и 14 кандидатов физико-математических наук). Заведующий обсерваторией д.ф.-м.н. В. Б. Петков.
В июле 2019 года начался эксперимент BEST по обнаружению стерильных нейтрино.

## Общие положения
Штольня Главная — 43°16′32″ с. ш. 42°41′25″ в. д.). Подземные сооружения обсерватории находятся в двух тоннелях длиной 3670 м под горой Андырчи (туннели ведут в сторону вершин Андыртау (3937 м) и Курмутау [Курму(н)чи(баши), Курмычи] (4045 м)), их эквивалентная глубина составляет от 100 до 4800 м водного эквивалента. Принадлежит Институту ядерных исследований РАН. Численность сотрудников вместе с обслуживающим персоналом около 250 человек, большинство проживают в селе Нейтрино, расположенном между Эльбрусом и Верхним Баксаном.

## Направления научных исследований
- исследование внутреннего строения и эволюции Солнца, звёзд, ядра Галактики и других объектов Вселенной путём регистрации их нейтринного излучения (Нейтринная астрономия);
- поиск новых частиц и сверхредких процессов, предсказываемых современными теориями элементарных частиц, на недоступном другим методам уровне чувствительности;
- исследование космических лучей высоких энергий, гамма-астрономия.

## Телескопы и установки
Обсерватория располагает следующими установками:
- Баксанский подземный сцинтилляционный телескоп (БПСТ) объёмом 3000 м³ на глубине 300 м под поверхностью;
- галлий-германиевый нейтринный телескоп (ГГНТ) — радиохимический детектор солнечных нейтрино с мишенью из металлического галлия массой 60 т (проект SAGE[англ.][6], находится на расстоянии 3,5 км от входа в туннель);
- установка «Андырчи» для регистрации широких атмосферных ливней (ШАЛ), расположенная на поверхности горы (высота 2060 м над уровнем моря) над БПСТ на площади 50 000 м² и состоящая из 37 сцинтилляционных детекторов;
- комплекс наземных установок КОВЁР (включает в себя Большой мюонный детектор, сцинтилляционный телескоп и нейтронный монитор), предназначенный для исследования жёсткой компоненты космических лучей и широких атмосферных ливней, — расположен у входа параллельной штольни Вспомогательная (43°16′23″ с. ш. 42°41′07″ в. д.HGЯO).

## В искусстве
В 2015 году был создан документальный фильм об обсерватории «Нейтрино и Андыртау».
В 2018 году на телеканале «Настоящее время» вышел документальный фильм о Баксанской обсерватории.